# Šimon Šmehyl
Šimon Šmehyl (* 9. Februar 1994) ist ein slowakischer Fußballspieler.

## Karriere

### Verein
Šmehyl begann seine Karriere beim FC Nitra. Zur Saison 2012/13 rückte er in den Profikader von Nitra. Im November 2012 debütierte er in der Corgoň liga, als er am 16. Spieltag jener Saison gegen den FK Dukla Banská Bystrica in der 62. Minute für Cléber eingewechselt wurde. Bis Saisonende kam er zu 18 Einsätzen in der höchsten slowakischen Spielklasse, in denen er ohne Treffer blieb. Im Mai 2014 erzielte er bei einem 1:1-Remis gegen den DAC Dunajská Streda sein erstes Tor für Nitra in der Corgoň liga. Am Ende der Saison 2013/14 musste er mit Nitra als Tabellenletzter in die 2. Liga absteigen.
Nach eineinhalb Jahren in der zweiten Liga wechselte er im Februar 2016 zum Erstligisten FK Senica. Für Senica kam er bis Saisonende zu zwölf Ligaeinsätzen. Zur Saison 2016/17 wechselte er zum Ligakonkurrenten TJ Spartak Myjava. Für Myjava kam er bis zur Winterpause zu einem Einsatz in der Fortuna liga. In der Winterpause jener Saison zog sich Myjava aus der Liga zurück, woraufhin Šmehyl zum Zweitligisten FK Dukla Banská Bystrica wechselte. Für Dukla Banská Bystrica kam er bis Saisonende zu 13 Zweitligaeinsätzen.
Zur Saison 2017/18 wechselte er zum Ligakonkurrenten FC ŠTK Fluminense Šamorín. In eineinhalb Jahren bei Šamorín kam er zu 45 Einsätzen in der zweiten Liga, in denen er fünf Tore erzielte. Im Februar 2019 wechselte er nach Tschechien zum Zweitligisten 1. SC Znojmo. Bis Saisonende kam er zu 14 Einsätzen für Znojmo in der FNL, aus der man zu Saisonende als Tabellenletzter abstieg.

### Nationalmannschaft
Šmehyl spielte zwischen 2010 und 2011 für die slowakische U-17-Auswahl. Zwischen 2012 und 2013 kam er für die U-19-Mannschaft zum Einsatz. Im Juni 2014 absolvierte er gegen Schweden sein einziges Spiel für die U-21-Auswahl.